# Dimarella (Dimarella) effera
Dimarella (Dimarella) effera is een insect uit de familie van de mierenleeuwen (Myrmeleontidae), die tot de orde netvleugeligen (Neuroptera) behoort. 
Dimarella (Dimarella) effera is voor het eerst wetenschappelijk beschreven door Walker in 1853.